# Radu III il Bello
Radu III il Bello (Târgoviște, 1438 – Valacchia, gennaio 1475) è stato un sovrano rumeno e il fratello minore di Vlad III Țepeș. Come gli altri figli di Vlad II Dracul (Mircea II di Valacchia, Vlad Călugărul e Vlad Țepeș) anche Radu fu voivoda di Valacchia (principe): regnò una prima volta nel biennio 1462-1463, poi dal 1473 al 1474 e dal 1474 al 1475.

## Biografia

### La permanenza presso la corte del Sultano ottomano

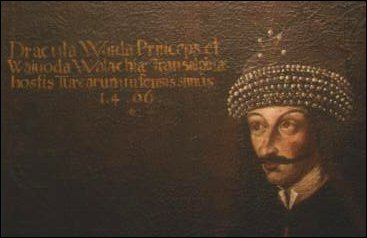
Possibile ritratto di Vlad Țepeș

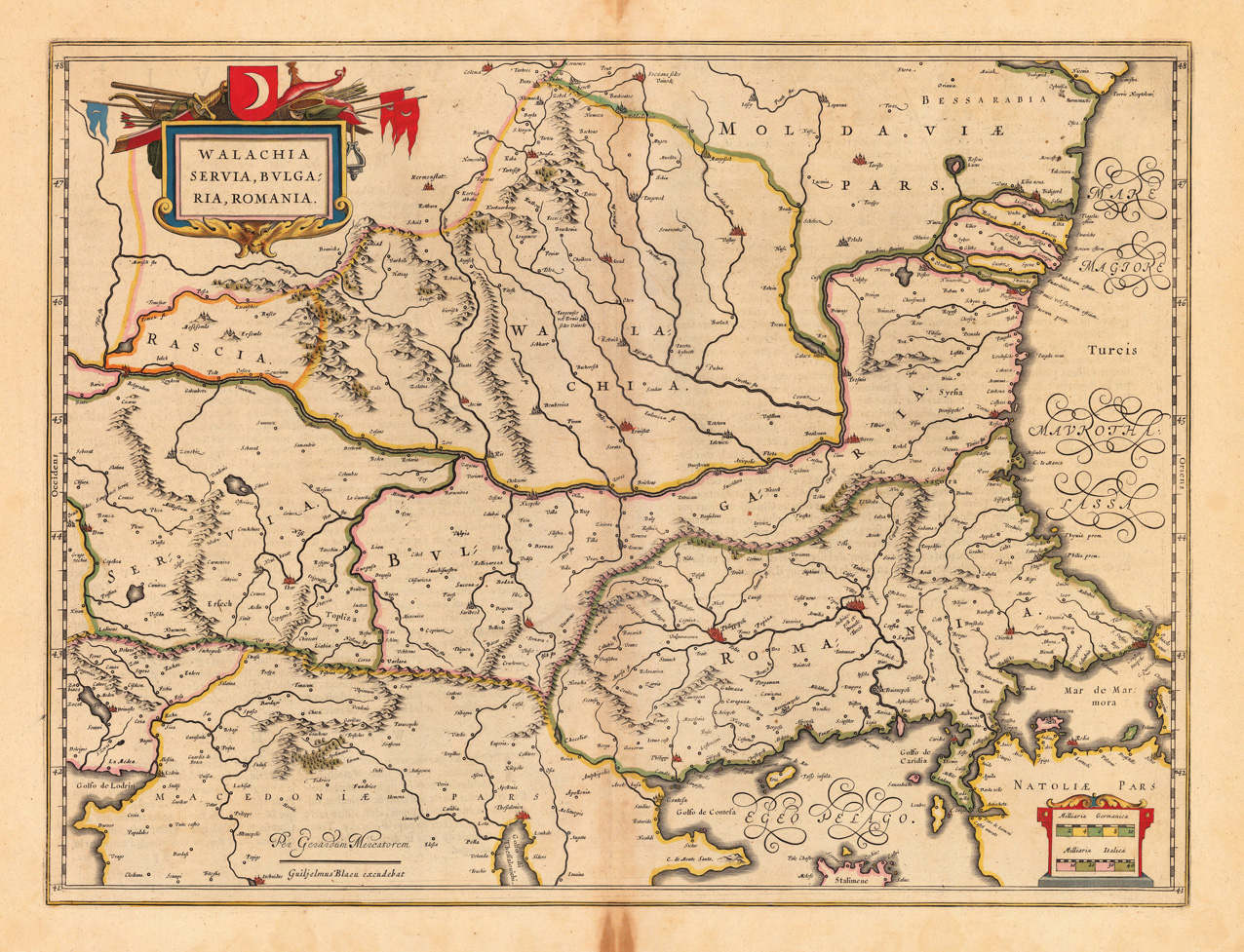
Carta della Valacchia
(Joan Blaeu)

Radu "il Bello" (cel Frumos in Lingua rumena) era figlio di Vlad II Dracul e di sua moglie, la principessa Cneajna di Moldavia. Nacque poco dopo l'insediamento del padre quale nuovo voivoda a Târgoviște, presumibilmente nel 1438, sette anni dopo Vlad III. Radu aveva anche un secondo fratello, Mircea II, e una sorella minore, Alessandra.
Nel 1442 Vlad Dracul venne precettato a Gallipoli dal suo alleato, il sultano Murad II. Vlad si presentò alla corte ottomana portando con sé i figli Vlad e Radu. Il voivoda ed i suoi eredi vennero imprigionati dal loro anfitrione: Dracul restò presso il monarca, mentre i due ragazzi, in ceppi, venivano condotti ad Adrianopoli.
Durante l'assenza di Dracul dalla Valacchia, Giovanni Hunyadi spodestò il figlio, Mircea II di Valacchia, ed affidò il trono a Basarab II, della schiatta dei Dănești. La situazione, per Dracul ed i suoi figli prigionieri del sultano, precipitò.
I giovani Vlad e Radu vennero rinchiusi nella fortezza di Egrigoz. Mentre loro padre negoziava un'alleanza per lui tutt'altro che vantaggiosa con Murad, i principi Drăculești vennero educati dai turchi nell'arte della guerra, nella logica e nella fede musulmana. Nel 1443 Dracul venne liberato e, appoggiato da truppe ottomane, riconquistò il suo trono. I suoi figli restarono però presso il sultano. La loro situazione era abbastanza delicata: tre anni prima i figli del despota serbo Đurađ Branković erano stati accecati con dei ferri roventi perché sospettati di voler fuggire dalla loro prigionia. A peggiorare la situazione di Vlad e Radu contribuì il fratello maggiore, Mircea II, animato da chiari intenti di crociata anti-turca: Mircea partecipò infatti alla battaglia di Varna (1444) e, nel 1445, strappò al sultano la rocca di Giurgiu, passandone a fil di spada la guarnigione. La serrata attività diplomatica di Dracul riuscì comunque a salvare i suoi figli prigionieri da ritorsioni da parte del sovrano. I due ragazzi, pertanto, rimasero ancora presso la corte del sultano: a differenza di Vlad, Radu assunse un atteggiamento remissivo rispetto a questo forzato soggiorno nell'harem maschile imperiale. Non esistono ritratti coevi di Radu: quelli noti non rendono certamente giustizia alla sua proverbiale avvenenza.

### La lotta per il dominio sulla Valacchia

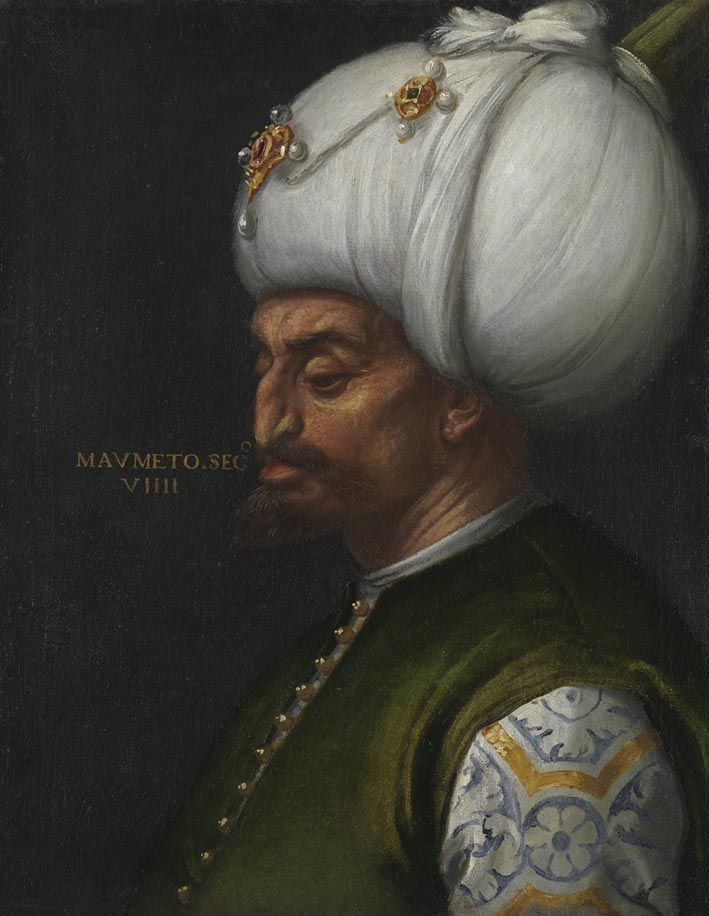
Il sultano Maometto II
(Paolo Veronese, Palazzo Topkapı)

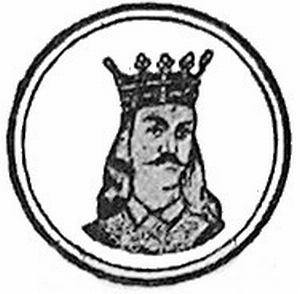
Disegno raffigurante Radu III

Nel 1447 Vlad Dracul e Mircea II vennero eliminati da Hunyadi, che rimise sul trono di Valacchia Vladislav II di Valacchia della stirpe rivale dei Dănești. Il sultano rispose alle pretese ungheresi sulla Valacchia liberando Vlad III e rispedendolo in patria (1448): "l'Impalatore" cominciò così la sua turbolenta vita di voivoda, mentre suo fratello restava nel palazzo imperiale di Adrianopoli e decideva di abbracciare la religione musulmana. Secondo alcuni studiosi, Radu sarebbe diventato, per la sua grande bellezza, amante dell'erede di Murad, il futuro Maometto II, che, in seguito, lo aiutò a salire sul trono di Valacchia: risiedette, infatti, per anni, nella corte ottomana.
Nel 1456 Vlad III di Valacchia aveva ormai preso saldamente il potere e cominciò una feroce crociata personale contro i turchi. Entro il 1462 Maometto II lanciò un massiccio attacco contro l'Impalatore che riuscì comunque ad evitare l'annientamento con astute tattiche di guerriglia, "terra bruciata" ed attacchi notturni.
Mentre le sue armate combattevano Dracula in Valacchia e Transilvania, il sultano nominò voivoda Radu. Installatosi sul trono valacco nel 1462, Radu venne aspramente osteggiato dal fratello, arroccatosi nella fortezza presso il fiume Arges. Le contese tra l'impalatore e Mattia Corvino d'Ungheria salvarono Radu da un confronto diretto con il suo spietato fratello.
Nel 1470, il potente voivoda di Moldavia, Stefano III, dichiarò guerra a Radu con l'intenzione di consegnare il trono valacco a Basarab Laiotă cel Bătrân, già avversario di Vlad III. Entro il 1473 i moldavi avevano conquistato Bucarest, Stefano III teneva in ostaggio la moglie, la principessa serbo-albanese Maria Despina, e la loro figlia Maria Voichita (che poi sposò il re moldavo Ștefan III cel Mare), mentre Basarab sedeva sul trono valacco. Ripreso il potere entro la fine dell'anno, Radu continuò a contendere il trono a Basarab per tutto il 1474: il Drăculești fu voivoda tre volte ed il suo avversario due volte. Vero padrone della Valacchia restò, tuttavia, il voivoda moldavo, che ratificò il suo potere sposando Maria, figlia di Radu.
All'inizio del 1475 Radu, trincerato nella fortezza dei Drăculești a Giurgiu, morì, all'età di 37 anni, probabilmente per cause naturali, e Basarab, alleatosi ai turchi, gli succedette. Non si conosce il sito della sua tomba.

## Riferimenti nella cultura di massa

### Filmografia
- Radu il Bello compare nella serie televisiva turca "Fatih" (2013), interpretato da Andreja Pejić, sulla vita del sultano Maometto II.

### Fonti
- Laonico Calcondila, Expuneri historische, Historiarum demonstrationes, ed. V. Grecu, Bucarest, 1958.
- Papa Pio II, Historia rerum ubique gestarum locorum descriptio, ed. Helmstedt, 1609.
- Ducas, Historia turco-bizantina 1341-1462, ed. Michele Puglia, Rimini, 2008, ISBN 88-8474-164-5.

### Studi
- Matei Cazacu, Dracula, Mondadori, Milano 2004.
- Roberto Gargiulo, Dracula l'impalatore, Minerva, Bologna 2013.
- M.J. Trow, Vlad the Impaler, Glouchestershire, 2003.
- Kurt W. Treptow, Dracula : essays on the life and times of Vlad Țepeș, New York, 1991.
- Raymond T. McNally-Radu Florescu, In cerca di Dracula, Sugar, Milano 1973.